# Olší (Jihlavai járás)
Olší település Csehországban, a Jihlavai járásban. Olší Mrákotín, Volfířov, Borovná és Mysletice településekkel határos. Lakosainak száma 77 fő (2024. január 1.).

## Népesség
A település lakosságának változását az alábbi diagram mutatja:
| Lakosok száma | 143  | 151  | 161  | 114  | 70   | 60   | 68   | 70   | 69   | 77   |
|               | 1869 | 1890 | 1921 | 1950 | 1980 | 2001 | 2017 | 2019 | 2022 | 2024 |